# Râul Cupen
Râul Cupen este un curs de apă, afluent al râului Vedea. 